# 東ミンドロ州
東ミンドロ州（ひがしミンドロしゅう、Province of Oriental Mindoro）または東ミンドロ州は、フィリピン北部ミマロパ地方（MIMAROPA, Region IV-B）に属する州である。ミンドロ島の東半分を占め、西半分はオクシデンタル・ミンドロ州である。東にシブヤン海が広がり、その沖にはマリンドゥク州、ロンブロン州があり、南に西ビサヤ地方のアンティーケ州に属するセミララ諸島がる。北にベルデ島水路を挟んでカラバルソン地方のバタンガス州と隣接する。面積は4,364.7km2、人口は844,059人（2015年）、州都はこの地方で2つしかない都市の内の1つであるカラパン（Calapan）である。